# 費索恩鎮區 (密歇根州)
費索恩鎮區（英語：Faithorn Township）是位於美國密歇根州梅諾米尼縣的一個行政鎮區。

## 地方資料
費索恩鎮區的面積為140.70平方千米，當中陸地面積為139.10平方千米，而水域面積為1.60平方千米。根據2020年美國人口普查的數據，當地共有人口239人，而人口密度為每平方千米1.7人。